# Salerano Canavese
Salerano Canavese – miejscowość i gmina we Włoszech, w regionie Piemont, w prowincji Turyn.
Według danych na rok 2004 gminę zamieszkiwały 532 osoby, 266 os./km².